# Gostyń
Gostyń (1941-1945 niem. Gostingen) – miasto w województwie wielkopolskim, siedziba powiatu gostyńskiego i gminy Gostyń, nad Kanią, położone około 60 km na południe od Poznania. W latach 1975–1998 miasto administracyjnie należało do woj. leszczyńskiego.

## Struktura powierzchni
Struktura powierzchni według danych z 31 grudnia 2003:
- użytki rolne – 52%
  - grunty orne – 41%
  - sady – 1%
  - łąki – 10%
  - pastwiska – 0%
- lasy – 1%

Miasto stanowi 1% powierzchni powiatu i 8% powierzchni gminy oraz zajmuje pod względem obszaru 495. miejsce w państwie.

## Nazwa
Miejscowość ma metrykę średniowieczną, przy czym najstarsze dokumenty wymieniające jej nazwę dotyczą zapewne obecnej wsi Stary Gostyń, leżącej kilka kilometrów na północny zachód od miasta. Pierwszą, pośrednią informację o istnieniu osiedla Gostyń posiadamy z roku 1275, gdy komes Mikołaj z rodu Łodziów, łowczy poznański, uzyskał książęce potwierdzenie pełni praw do "dziedzictwa, które zwykle/powszechnie zwane jest Gostina" (hereditas que Gostina vulgariter nuncupatur). Wspomniany komes Mikołaj trzy lata później, już jako sędzia dworski (ziemski), wystarał się u księcia Przemysła II o przywilej dla swych posiadłości o nazwach Gostyń (Gostina) i Brzezie (Breze, tożsame z współczesną wsią Brzezie położoną 1 km na północny zachód od miasta Gostyń). Książę zezwolił komesowi wprowadzić w wymienionych dobrach prawo niemieckie, założyć na gruntach Brzezia miasto na tym prawie, a także ufortyfikować je. Należy zatem rozdzielić dwa byty - starszą wieś Gostyń, dziś zwaną Starym Gostyniem, i młodsze miasto Gostyń, założone na podstawie przywileju z 1278 r., usytuowane kilka kilometrów od starszego osiedla wiejskiego. Nie można natomiast mylić z wielkopolskim Gostyniem śląskiej, podgłogowskiej wsi Gostyń, która nieco później (ok. 1300 r.) pojawia się w źródłach śląskich pod zlatynizowaną formą Gostyn.
Miasto wymienione zostało w 1301 jako de Gosthina, 1305 Gosthin, 1334 Gostinia, 1393 Gostin, 1482 Gostyn, 1510 Gostyn, 1580-81 Gostin oppidum, 1881 Gostyń, 1921 Gostyń. Nazwa miasta pochodzi od nazwy wsi Gostyń Stary, położonej obok wsi Brzezie, na terenie której książę polski Przemysł II pozwolił lokować miasto – obecny Gostyń. Po rozbiorach Polski Prusacy nie wprowadzili niemieckiej nazwy dla miasta. W 1887 utworzono powiat Gostyński. Podczas okupacji niemieckiej wprowadzono nazwę Gostingen (obowiązującą od 1941 do 1945).

## Historia

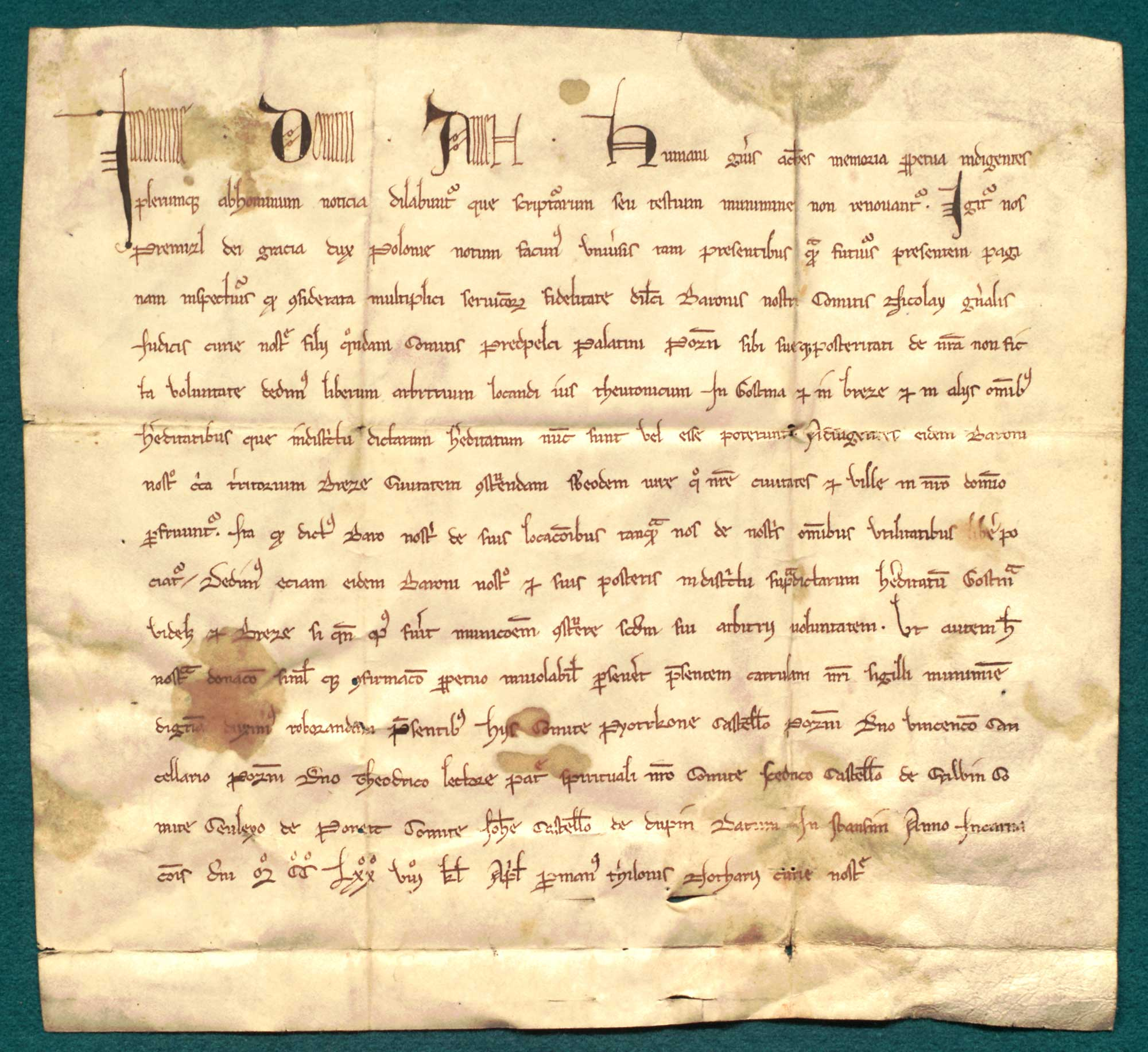
Przemysł II, książę polski, pozwala Mikołajowi, synowi Przedpełka, sędziemu województwa poznańskiego, lokować Gostyń i Brzezie na prawie niemieckim. 1 kwietnia 1278 roku, AGAD (Archiwum Główne Akt Dawnych)

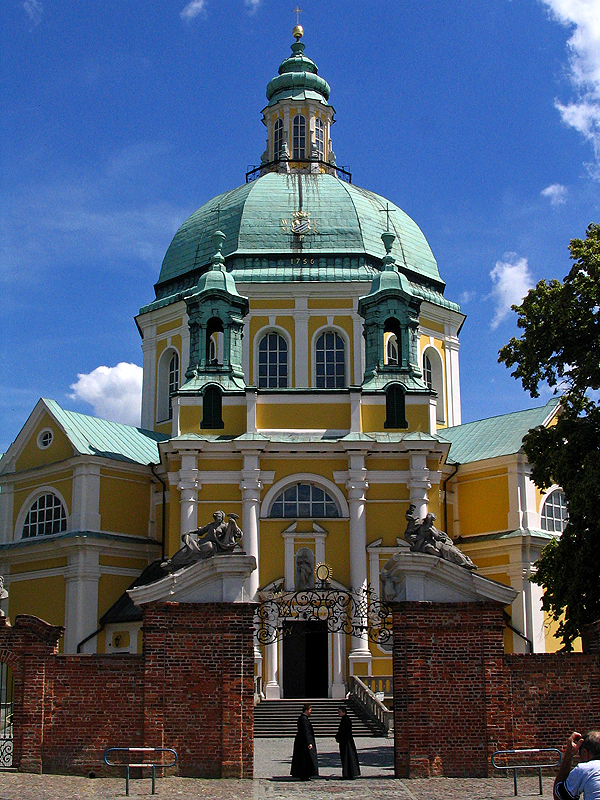
Bazylika na Świętej Górze (1675-1698) arch. Baldassare Longhena

Kopuła Bazyliki (1726-1728) arch. Pompeo Ferrari

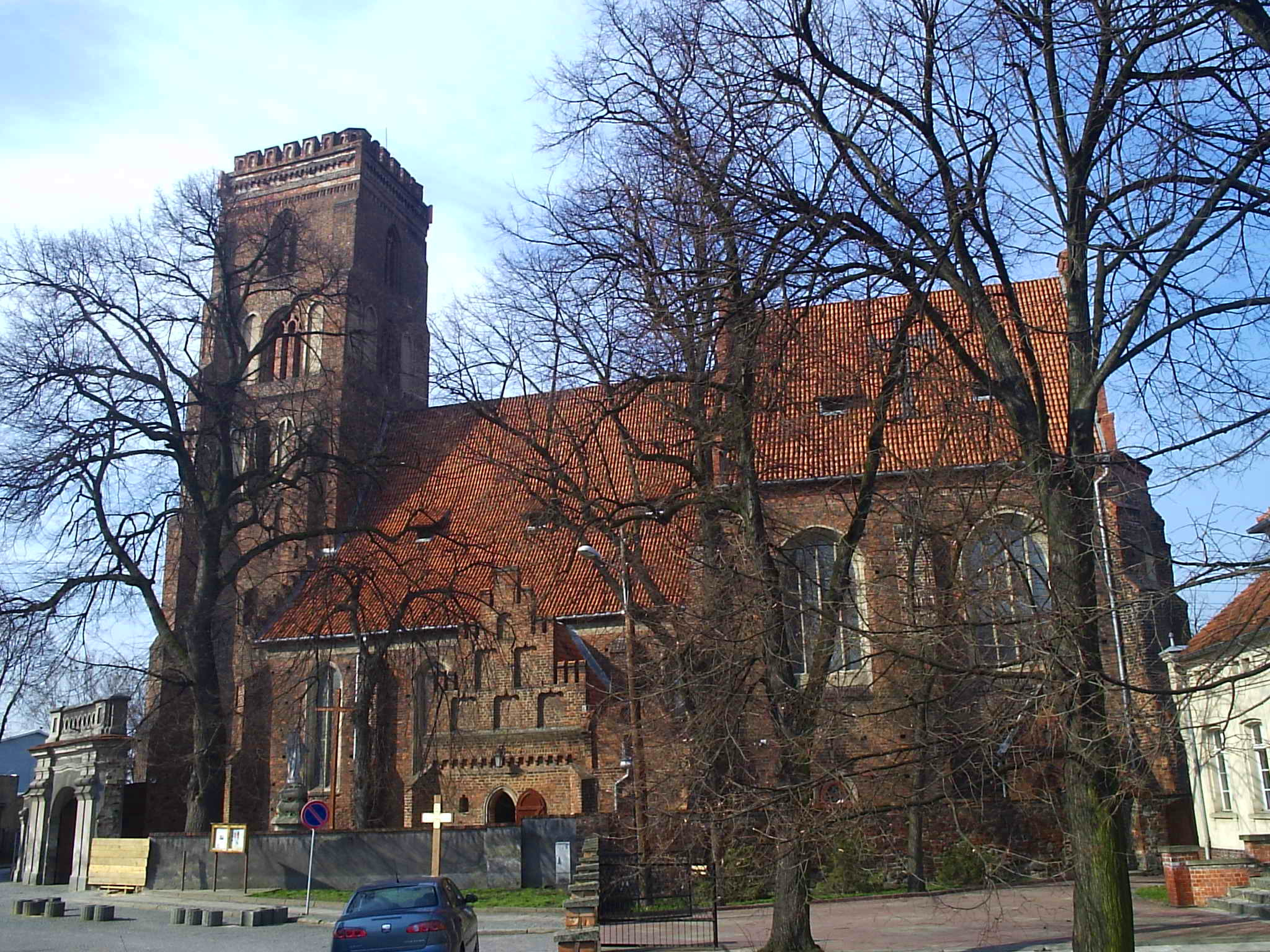
Kościół pw. św. Małgorzaty

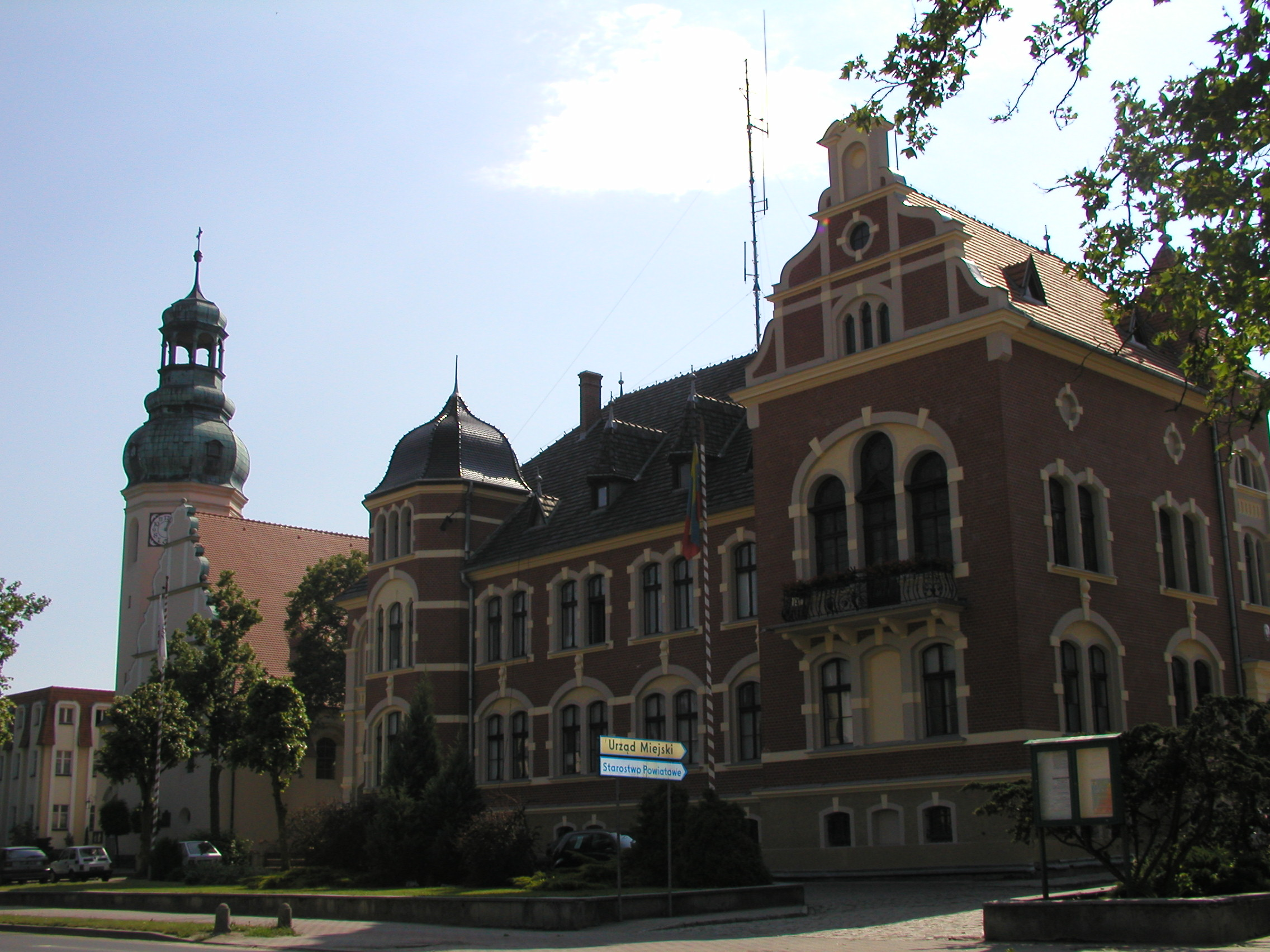
Budynek Urzędu Miasta i Kościół pw. Św. Ducha

Deptak

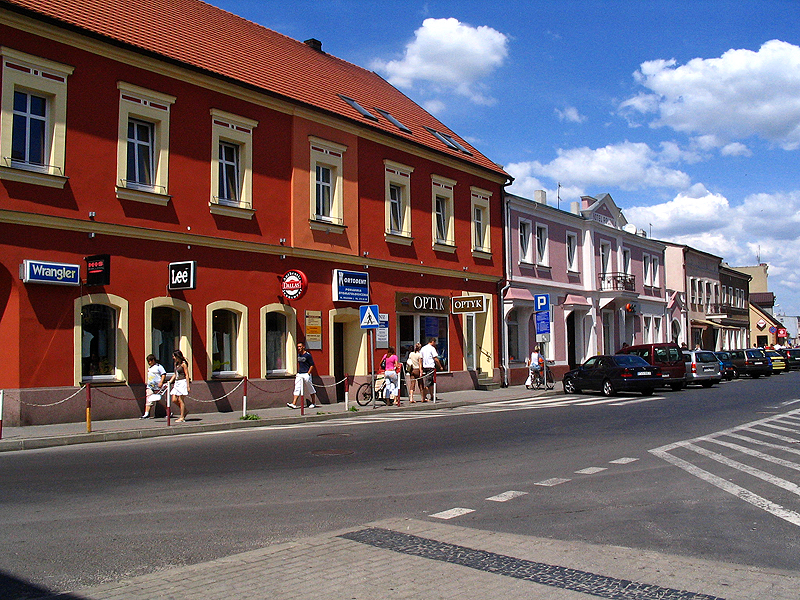
Ulica Kolejowa

Plac im. Karola Marcinkowskiego

Rondo Solidarności i budynek Sądu w Gostyniu

Pierwsza wzmianka o miejscowości Gostyń pojawiła się w źródłach w 1275. W 1278 właściciel osady, Mikołaj Przedpełkowic z rodu Łodziów, otrzymał od króla Przemysła II zgodę na lokowanie na jej miejscu miasta.
W latach 1793–1807 Gostyń należał do zaboru pruskiego, następnie do Księstwa Warszawskiego, a od 1815 do Wielkiego Księstwa Poznańskiego i Prowincji Poznańskiej.

### II wojna światowa
21 października 1939 Niemcy dopuścili się bestialskiego mordu na wytypowanych 30 mieszkańcach w ramach Operacji Tannenberg mającej na celu eksterminację przywódczej warstwy narodu polskiego. Wśród rozstrzelanych byli m.in. ziemianin i działacz społeczny Edward Potworowski, dyrektor gimnazjum Leon Kapcia, polonista Roman Weiss i inżynier Kazimierz Peisert. 4 grudnia 1939 z okolic Gostynia odbyły się pierwsze masowe Wysiedlenia Polaków z Wielkopolski. Pod okupacją niemiecką w 1940 wprowadzono nazwę Gostingen. 12 członków Tajnej Organizacji Wojskowej Czarny Legion zostało osądzonych i straconych w Dreźnie.

## Zabytki
- Bazylika na Świętej Górze – jest zabytkiem ziemi gostyńskiej. Historia tego miejsca sięga XV wieku, kiedy to na Świętej Górze zbudowana została drewniana kaplica. W 1512 r. wzniesiono szachulcowy kościół pw. Nawiedzenia NMP. Obraz Matki Bożej z Dzieciątkiem ofiarowany został kościołowi w 1542 roku. Stał się on głównym przedmiotem kultu i pielgrzymek. O prawo osiedlenia się na Głogówku ubiegały się różne zakony: dominikanie, reformaci i bernardyni. Za sprawą Adama Konarzewskiego, czciciela św. Filipa Neri, w 1668 r. rozpoczęła działalność pierwsza na polskiej ziemi Kongregacja Oratorium. Wkrótce zbudowany został drewniany klasztor. Obiekt barokowy, zbudowany został – na wzór bazyliki Santa Maria della Salute w Wenecji – w latach 1675–1698 według projektu włoskiego architekta Baltazara Longheny. Przy budowie współpracowali architekci włoscy Jan i Jerzy Catenazzi. Fundatorem kościoła z przeznaczeniem dla zakonu filipinów była rodzina Konarzewskich. Kopuła z latarnią dobudowana została w latach 1726–1728 przez Pompeo Ferrariego przy współpracy Jana Adama Stiera. Wnętrze kopuły pokryte jest piękną polichromią Jerzego Wilhelma Neunhertza z 1746 roku. Również według projektu Ferrariego zbudowano w latach 1732–1736 budynki klasztorne. Obecnie kościół świętogórski znajduje się pod opieką Kongregacji Oratorium św. Filipa Neri, czyli księży filipinów, zwanych też oratorianami. Ma tu swoją siedzibę przełożony domu zakonnego – Superior. Tę funkcję pełni obecnie ks. Marek Dudek.
- Kościół pw. św. Małgorzaty – Najstarszy zabytek Gostynia. Świątynia istniała prawdopodobnie już w końcu XIII wieku, w dokumentach parafia wymieniona została w 1310 roku. Obiekt zbudowany jako świątynia jednonawowa w latach 1418–1436, została w drugiej połowie XV wieku powiększona przez dobudowanie nawbocznych oraz prezbiterium. Dalsza rozbudowa nastąpiła w XVI w. – dobudowano wówczas: wieżę, kruchtę i kaplicę św. Anny. Kościół obecnie jest okazałą budowlą późnogotycką, trójnawową, z węższym prezbiterium. Dziedziniec przykościelny otoczony jest murem z bramą z XVIII w. Wyposażenie kościoła jest bogate i różnorodne. Pośrodku ołtarza głównego pochodzącego z ok. 1640 roku znajduje się cenny obraz Matki Boskiej z Dzieciątkiem, dzieło szkoły flamandzkiej z ok. 1683 r. Przy bocznych ścianach prezbiterium stalle – po prawej późnogotyckie z 1514 r., po lewej późnorenesansowe z XVII w.
- Kościół pw. św. Ducha – Powstał w latach 1907-1909 w stylu neorenesansowym jako świątynia protestancka. Po II wojnie światowej zaadaptowany na parafialny kościół rzymskokatolicki. W jednonawowym wnętrzu na uwagę zasługuje nowoczesny ołtarz główny. Na ścianie frontowej widnieje tablica upamiętniająca ks. Franciszka Olejniczaka – inicjatora budowy nowego gmachu gimnazjum gostyńskiego.
- Ratusz Miejski – Obecny kształt nadano mu w latach 1910–1912, wielokrotnie był przebudowywany. Na frontowej ścianie znajduje się tablica ku pamięci ofiar terroru hitlerowskiego z napisem „Stąd wyszli na szaniec śmierci, by nam dać zwycięstwo, bohaterowie nasi najdrożsi. 21.X.1939 r.” Ratusz jest siedzibą Urzędu Miejskiego w Gostyniu. Obok ratusza w perspektywie ul. Zamkowej – widok na Górę Zamkową.
- Siedziba Starostwa Powiatowego i Urzędu Miejskiego – Wybudowana w drugiej połowie XIX w. z przeznaczeniem na siedzibę starostwa. Wygląd obecny pochodzi z okresu przebudowy w latach 1910–1912. Ściany wykonane z nietynkowanych, czerwonych cegieł ceramicznych ozdobione są detalami tynkarskimi. W okresie dwudziestolecia międzywojennego budynek nie zmienił swej roli. Obecnie jest siedzibą władz powiatowych i gminnych.
- Liceum Ogólnokształcące – Budowę rozpoczęto w 1921 według projektu Lucjana Michałowskiego z inicjatywy ks. Franciszka Olejniczaka, było pomnikiem – wotum wdzięczności za odzyskanie niepodległości w 1919. Wiele prac wykonano w czynie społecznym. Gimnazjum oddano w 1924. W czasie okupacji mieściły się w nim koszary. W 1945 eksplozja nagromadzonych materiałów wybuchowych zniszczyła budynek, który odbudowano po II wojnie światowej (również z inicjatywy ks. Olejniczaka). Obecnie znajduje się tu Zespół Szkół Ogólnokształcących, w którego skład wchodzą: liceum ogólnokształcące oraz liceum dla dorosłych.
- Pozostałości gródka rycerskiego – Na wschodnim skraju średniowiecznego miasta lokacyjnego, przy podmokłej niegdyś dolinie rzeczki Kani. Gródek był dawną siedzibą rodów rycerskich, które posiadały Gostyń. Kopiec został silnie przekształcony z powodu postawienia na nich kolejno dwóch pomników – pierwszego w 1905 r., i drugiego w okresie powojennym[14].
- Strzelnica – Obecnie sala koncertowa Państwowej Szkoły Muzycznej I Stopnia.

## Demografia

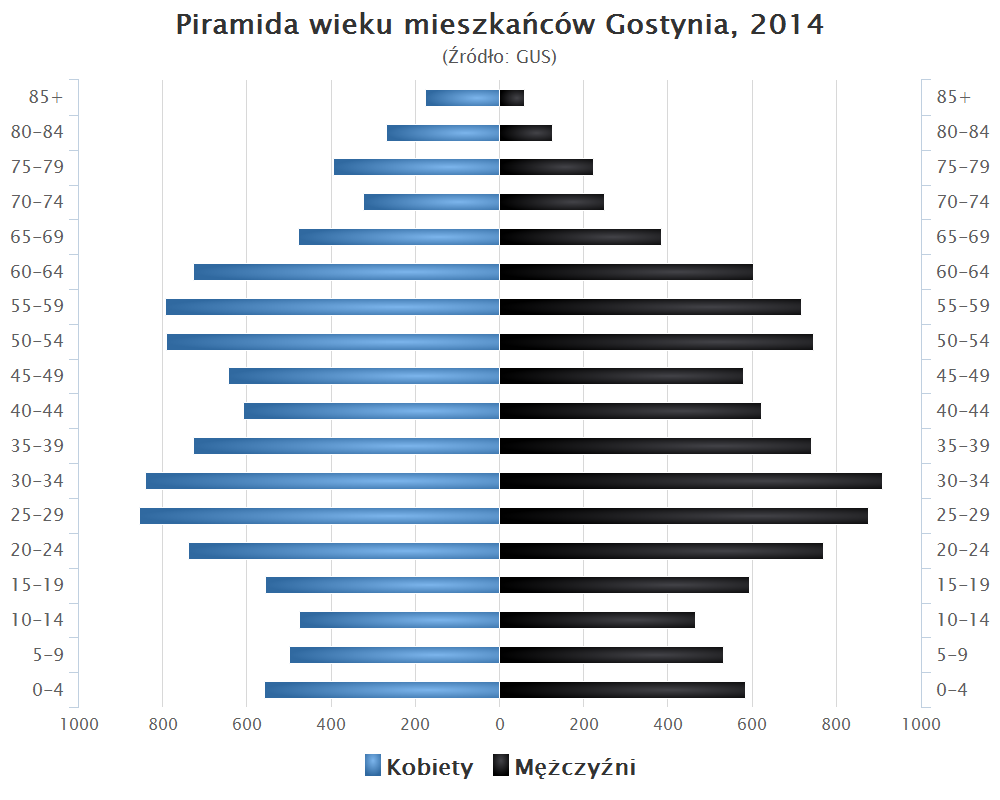
Piramida wieku mieszkańców Gostynia w 2014 roku

Dane z 31 grudnia 2003:
| Opis                              | Ogółem | %   | Kobiety | %  | Mężczyźni | %  |
| --------------------------------- | ------ | --- | ------- | -- | --------- | -- |
| populacja                         | 20 929 | 100 | 10 886  | 52 | 10 043    | 48 |
| wiek przedprodukcyjny             | 4 778  | 23  | 2 323   | 11 | 2 455     | 12 |
| wiek produkcyjny                  | 13 260 | 63  | 6 640   | 32 | 6 620     | 31 |
| wiek poprodukcyjny                | 2 703  | 13  | 1 833   | 8  | 870       | 4  |
| pracujących                       | 6 630  | 32  | 3 103   | 15 | 3 527     | 17 |
| gęstość zaludnienia (mieszk./km²) | 1939   |     | 990     |    | 913       |    |

Dane za I półrocze 2018 roku:
| Opis                              | Ogółem | Ogółem | %   | Kobiety | %  | Mężczyźni | %  |
| --------------------------------- | ------ | ------ | --- | ------- | -- | --------- | -- |
| populacja                         | 20 201 | ↑      | 100 | 10 462  | 52 | 9 739     | 48 |
| gęstość zaludnienia (mieszk./km²) | 1 822  |        |     |         |    |           |    |

## Gospodarka

Huta szkła Ardagh Glass Gostyń

Na południe od centrum miasta, w sąsiedztwie istniejących już dużych zakładów produkcyjnych i obiektów handlowo-usługowych, uruchomiono gostyńską strefę przemysłową. Jej nazwa pochodzi od położonej nieopodal wioski. Do tej pory sprzedano tu ponad 20 hektarów gruntów. Trwa przygotowywanie do aktywizacji kolejnych 10 ha. Docelowo strefa zajmować będzie powierzchnię blisko 50 ha. Firmy prowadzące działalność w strefie mogą ubiegać się o pięcioletnie zwolnienie z podatku od czasu uruchomienia działalności. W strefie zainwestowali m.in.: WIX-Filtron Sp. z o.o., Netbox Polska Sp. z o.o., Convert Paper, Malarnia Proszkowa Jamal Krzysztof Zaremba, Fabryka Styropianu Arbet Sp. j., Smalco, Zakłady Mięsne Łagrom Sp. z o.o., Firma Borowczyk MBZ Ubojnia Królików, Wald, Kartonex, Alwa A.Z. Wabiński Sp. j.., DAVI Sp. z o.o.

## Transport
Szlaki komunikacyjne:
- Droga krajowa nr 12: Dorohusk – Lublin – Puławy – Radom – Kalisz – Jarocin – Gostyń – Leszno – Głogów – Żagań – Łęknica
- Droga wojewódzka nr 434: Łubowo – Kostrzyn – Kórnik – Śrem – Dolsk – Gostyń – Rawicz
- linia kolejowa: Leszno – Gostyń – Jarocin

## Komunikacja miejska
Komunikację miejską w Gostyniu uruchomiono 1 września 2002 roku, a pierwszym operatorem został PKS w Lesznie. Zatwierdzony rozkład jazdy zakładał kursowanie autobusów od poniedziałku do piątku. Linie nie były numerowane, a autobus kursował różnymi trasami po całym mieście. Dodatkowo, w środy, soboty i niedziele kursowała linia z ulicy Spokojnej przez centrum na cmentarz i do Bazyliki. Bilety od początku kupowano u kierowcy. W 2007 roku bilet jednorazowy kosztował 2zł. 1 stycznia 2012 roku obsługę komunikacji przejęła firma Usługi Transportowe-Handel Grzegorz Ludwiczak z Gostynia, który wprowadził do eksploatacji w mieście pierwszy autobus niskopodłogowy. Dużą nowością stało się zniesienie opłat za przejazdy i wprowadzenie bezpłatnej komunikacji miejskiej z dniem 1 stycznia 2014 roku w ramach budżetu obywatelskiego na terenie miasta, a rok później również na terenach wiejskich w gminie. Wymusiło to wprowadzenie numeracji linii, stosowanej do dziś. W 2015 i 2016 roku komunikację miejską obsługiwał PKS Poznań, który wprowadził do obsługi linii niskopodłogowe Mecedesy-Benz O530. 
1 stycznia 2021 roku obsługę bezpłatnej komunikacji miejskiej przejęła firma Markpol z Mielca. Główne trasy linii autobusowych nadal prowadzą z miejskich osiedli do zakładów przemysłowych, zlokalizowanych na południe od miasta w Strefie Przemysłowej, a rozkład dojeżdżających tam linii 1 i 2 dostosowany jest do godzin zmian pracy. W ciągu dnia autobusy kursują po mieście (linie 1-11) oraz gminie (linie 12-17). 1 listopada uruchamiana jest specjalna linia 18, zapewniająca dojazd do cmentarza. Duże zainteresowanie ze strony mieszkańców sprawiło, że również na 2024 rok podjęto uchwałę o utrzymaniu bezpłatnej komunikacji miejskiej dla mieszkańców.

## Oświata
Przedszkola i szkoły w Gostyniu:
- Przedszkola
  - Przedszkole Miejskie nr 1, ul. Wrocławska 255;
  - Przedszkole Miejskie nr 4, ul. Starogostyńska 9;
  - Przedszkole Miejskie nr 5 im. Kubusia Puchatka, ul. Mostowa 9;
  - Przedszkole Miejskie nr 7, ul. Mostowa 10;
  - Przedszkole Niepubliczne „Zielona Zatoka”;
  - Przedszkole Niepubliczne Sióstr Służebniczek, ul. Jana Pawła II;
  - Przedszkole Niepubliczne „Bajka”, ul. Jana Pawła II 11;
  - Przedszkole Niepubliczne „Jedność”, ul. Górna 1A.
- Szkoły podstawowe
  - Szkoła Podstawowa nr 1 z Oddziałami Integracyjnymi im. Czarnego Legionu, ul. Stanisława Helsztyńskiego 8;
  - Szkoła Podstawowa nr 2 im. gen. Tadeusza Kutrzeby, ul. Wrocławska 264;
  - Szkoła Podstawowa nr 3 z Oddziałami Dwujęzycznymi, ul. Hutnika 3;
  - Szkoła Podstawowa nr 5 im. ks. Franciszka Olejniczaka, ul. Graniczna 1.
- Gimnazja – zlikwidowane w związku z reformą systemu oświaty wdrożonej w dniu 1 września 2017 r.
  - Gimnazjum nr 1 im. Mistrzów Sportu, ul. Kościelna 4. (od 1.09.1999 r. do 31.08.2017 r.);
  - Gimnazjum nr 2 im. Marii Skłodowskiej-Curie, ul. Hutnika 3 (od 1.09.1999 r. do 31.08.2017 r.);
- Szkoły ponadpodstawowe (do 31 sierpnia 2017 r. ponadgimnazjalne)
  - Zespół Szkół Zawodowych im. Powstańców Wielkopolskich, ul. Tuwima 44; i ul. Poznańska 1b
  - Zespół Szkół Ogólnokształcących im. Ziemi Gostyńskiej, ul. Wrocławska 10.
- Uczelnie
  - Uniwersytet Trzeciego Wieku[22][23]

## Kultura

### Instytucje muzyczne i kulturalne

Państwowa Szkoła Muzyczna I Stopnia im. Józefa Zeidlera

- Państwowa Szkoła Muzyczna I Stopnia im. Józefa Zeidlera
- Gostyński Ośrodek Kultury „Hutnik”
- Kino „Pod Kopułą”
- Stowarzyszenie Kulturalne Orkiestra Dęta Miasta i Gminy Gostyń
- Klub Fantastyki „Kopuła Zapomnienia”
- Stowarzyszenie Miłośników Muzyki Świętogórskiej im. Józefa Zeidlera[24]

### Muzea
- Muzeum w Gostyniu – mieści się przy ul. Kościelnej 5. Działy etnograficzny i historyczny zawierają eksponaty dotyczące miasta i okolic.
- Prywatne Muzeum Automobilizmu Jana Pedy – muzeum mechanika samochodowego, uczestnika rajdów i miłośnika automobilizmu kolekcjonującego stare auta.

W Gostyniu odbywają się również festiwale: Gostyński Festiwal Fantastyki Gostkon i Festiwal Kryminału Retro Kryminalny Magiel.

## Sport
- W Gostyniu działał klub piłkarski „MKS Kania Gostyń”, w którego barwach grał między innymi Andrzej Juskowiak, były reprezentant Polski.

Oraz inne kluby:
- Klub Sportowy „START” – kręgle
- TKKF Tęcza Gostyń – sekcja Karate Shotokan i Kulturystyki
- UKS Kaniasiatka – siatkówka
- KKS Gostyń – klub kolarski
- Gostyński Klub Rowerowy – klub kolarski
- Klub Strzelectwa Sportowego LOK „VIS”
- UKS Jedynka Gostyń – lekkoatletyka
- Sportowy Klub Taekwon-do TIGER (taekwon-do ITF i kickboxing). Sekcja klubu działa od 2009 roku. W 2013 r. sekcja weszła w skład KS „TIGER WIELKOPOLSKA” TAEKWONDO
- Klub Sportowy Sporty Walki Gostyń

## Wspólnoty wyznaniowe
- Miejscowe parafie rzymskokatolickie należą do dekanatu gostyńskiego:
  - Ducha Świętego i Najświętszego Serca Pana Jezusa
  - bł. Edmunda Bojanowskiego
  - św. Małgorzaty
- Kościół greckokatolicki:
  - ośrodek duszpasterski w Gostyniu[25]
- Świadkowie Jehowy:
  - zbór Gostyń z Salą Królestwa[26].

## Miasta partnerskie
- Drezno, Niemcy[27],
- Steinach, Niemcy[28],
- Rouen, Francja[29],
- Ķekava, Łotwa[30],
- Ettelbruck, Luksemburg